# Ommatius infirmus
Ommatius infirmus là một loài ruồi trong họ Asilidae. Ommatius infirmus được Wulp miêu tả năm 1872. Loài này phân bố ở miền Australasia.